# Earle's Shipbuilding

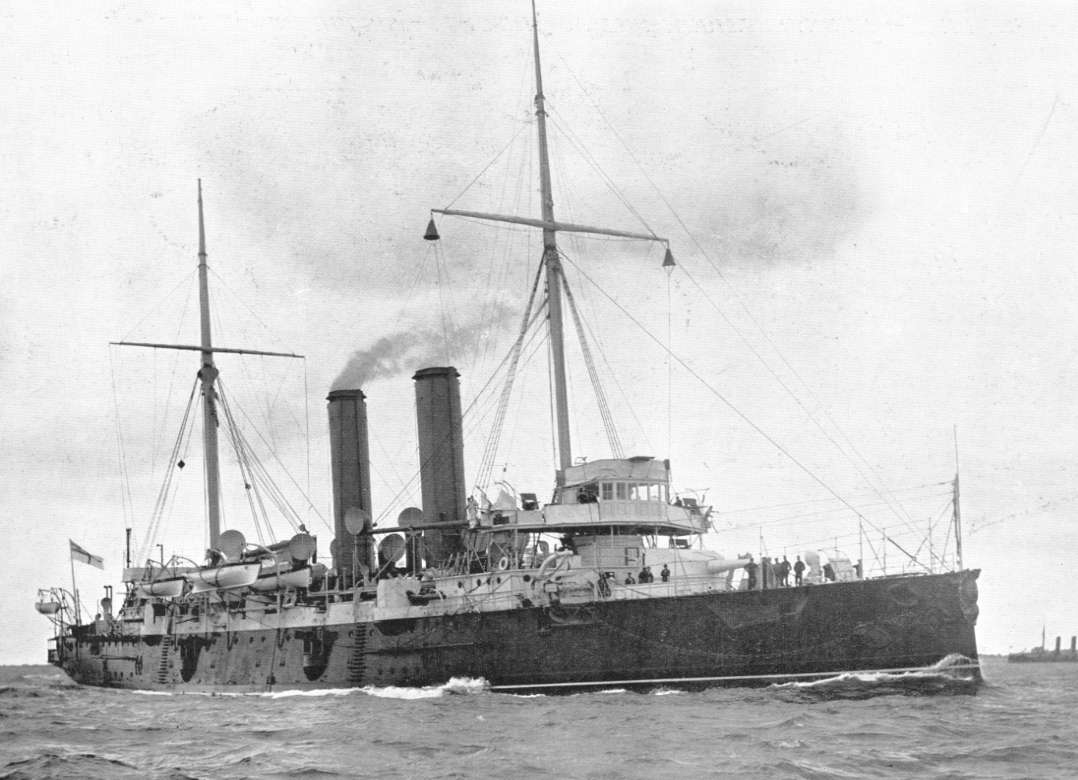
Křižník HMS St George (1892)

Earle’s Shipbuilding and Engineering Company byla společnost sídlící ve městě Hull, Yorkshire v Anglii v letech 1845 – 1932.

## Historie
Společnost založili v roce 1845 v Hullu dva bratři – Charles and William Earle. Od roku 1853 nesla název C. and W. Earle. Byla založena jako inženýrství zaměřené na stavbu a opravy lodí, její nejznámější styky byly s Wilson Line, pro kterou vyrobila hodně lodí.
Na počátku roku 1870 Earle postavila SS Bessemer, experimentální kolesový parník Henryho Bessemera, který měl svou první (a jedinou) veřejnou plavbu v roce 1875.
V letech 1853 až 1930 vzniklo v loděnici firmy více než 680 lodí.

## Úpadek
Úpadek firmy začal, když Charles zemřel a William onemocněl a v roce 1890 se začala likvidovat, ale odkoupil ji Charles Wilson a celá připadla do vlastnictví Wilson line, ale zůstalo jí původní jméno. Nakonec byla v roce 1932 zavřena.